# Llista de Béns Culturals d'Interès Nacional del Maresme
Llista de Béns Culturals d'Interès Nacional del Maresme inscrits en el Registre de Béns Culturals d'Interès Nacional (BCIN) del Departament de Cultura de la Generalitat de Catalunya per a la comarca del Maresme. Inclou els béns immobles més rellevants del patrimoni cultural que tenen la categoria de protecció de major rang com a unitat singular, conjunt, espai o zona amb valors culturals, històrics o tècnics.
L'any 2018, el Maresme comptava amb 69 béns culturals d'interès nacional classificats en 60 monuments històrics i 9 zones arqueològiques. A continuació es mostren les últimes dades disponibles ordenades per municipis.

## Patrimoni arquitectònic
| Monument                                                                         | Protecció       | Estil/època                                                                       | Localització | Coordenades                                          | Codi?         | Imatge |
| -------------------------------------------------------------------------------- | --------------- | --------------------------------------------------------------------------------- | --- | ---------------------------------------------------- | ------------- | --- |
| Església de Sant Feliu d'Alella                                                  | BCIN 733-MH     | Gòtic, renaixement, barroc XVII, XII                                              | Alella Pl. de l'Església, 8 | 41° 29′ 37″ N, 2° 17′ 39″ E / 41.493611°N,2.294167°E | RI-51-0005171 | Església de Sant Feliu d'Alella · Vegeu més fotos d'aquest monument · Carregueu una nova foto d'aquest monument                                        |
| Torre de guaita de Cal Baró de Ribelles                                          | BCIN 3959-MH    | Gòtic tardà XVI                                                                   | Alella C. Onofre Talavera, 4 | 41° 29′ 24″ N, 2° 17′ 30″ E / 41.490043°N,2.291737°E | IPA-8167      | Torre de guaita de Cal Baró de Ribelles (Alella) · Vegeu més fotos d'aquest monument · Carregueu una nova foto d'aquest monument                       |
| Creu de terme d'Alella                                                           | BCIN 3960-MH    | Gòtic tardà XVI                                                                   | Alella Pg. de la Creu de Pedra                                                                                                   | 41° 29′ 18″ N, 2° 17′ 43″ E / 41.488267°N,2.295396°E | IPA-8160      | Creu de terme d'Alella · Vegeu més fotos d'aquest monument · Carregueu una nova foto d'aquest monument                                                 |
| Torre de Can Magarola                                                            | BCIN 4188-MH    | XV                                                                                | Alella Av. Sant Mateu, 2 | 41° 30′ 17″ N, 2° 17′ 58″ E / 41.504857°N,2.299521°E | IPA-40254     | Torre de Can Magarola (Alella) · Vegeu més fotos d'aquest monument · Carregueu una nova foto d'aquest monument                                         |
| Torre de Can Boquet                                                              | BCIN 4189-MH    | XVI                                                                               | Alella Av. Sant Josep de Calassanç, 8                                                                                            | 41° 29′ 51″ N, 2° 17′ 51″ E / 41.497634°N,2.297477°E | IPA-40255     | Torre de Can Boquet (Alella) · Vegeu més fotos d'aquest monument · Carregueu una nova foto d'aquest monument                                           |
| Torre de Can Calderó                                                             | BCIN 4190-MH    | XV-XVI                                                                            | Alella Av. Sant Josep de Calassanç, 2                                                                                            | 41° 29′ 45″ N, 2° 17′ 49″ E / 41.495745°N,2.29692°E  | IPA-40256     | Torre de Can Calderó (Alella) · Vegeu més fotos d'aquest monument · Carregueu una nova foto d'aquest monument                                          |
| Torre de Cal Doctor                                                              | BCIN 4191-MH    | XVI                                                                               | Alella Riera de Coma Fosca, 4 | 41° 29′ 53″ N, 2° 17′ 26″ E / 41.498029°N,2.290625°E | IPA-40257     | Torre de Cal Doctor (Alella) · Vegeu més fotos d'aquest monument · Carregueu una nova foto d'aquest monument                                           |
| Església de Santa Maria                                                          | BCIN 8-MH       | Gòtic tardà, barroc Joan de Tours, Joan i Dionís de Torres XVI, XVIII, XIX Mitjan | Arenys de Mar Pl. de l'Església                                                                                                  | 41° 34′ 50″ N, 2° 32′ 58″ E / 41.580529°N,2.549429°E | RI-51-0004216 | Església de Santa Maria (Arenys de Mar) · Vegeu més fotos d'aquest monument · Carregueu una nova foto d'aquest monument                                |
| Torre dels Encantats                                                             | BCIN 476-MH     | Obra popular XIII-XVI                                                             | Arenys de Mar Turó d'en Puig Castellar                                                                                           | 41° 34′ 19″ N, 2° 31′ 49″ E / 41.571817°N,2.530294°E | RI-51-0005174 | Torre dels Encantats (Arenys de Mar) · Vegeu més fotos d'aquest monument · Carregueu una nova foto d'aquest monument                                   |
| Torre del carrer d'Avall, Torre d'en Llobet                                      | BCIN 775-MH     | Obra popular XVI                                                                  | Arenys de Mar C. d'Avall, 43 | 41° 34′ 43″ N, 2° 32′ 57″ E / 41.578491°N,2.549083°E | RI-51-0005175 | Torre del carrer d'Avall (Arenys de Mar) · Vegeu més fotos d'aquest monument · Carregueu una nova foto d'aquest monument                               |
| Cementiri d'Arenys de Mar, o Cementiri de Sinera                                 | BCIN 1926-MH-EN | Modernisme, historicisme XIX (1864 i 1895)                                        | Arenys de Mar Turó de la Pietat                                                                                                  | 41° 34′ 38″ N, 2° 32′ 47″ E / 41.577144°N,2.54642°E  | RI-51-0008763 | Cementiri d'Arenys de Mar · Vegeu més fotos d'aquest monument · Carregueu una nova foto d'aquest monument                                              |
| Torre de Can Cabirol                                                             | BCIN 4245-MH    | Obra popular XVI                                                                  | Arenys de Mar C. d'Avall, 10 | 41° 34′ 44″ N, 2° 33′ 01″ E / 41.578856°N,2.550346°E | IPA-8180      | Torre de Can Cabirol (Arenys de Mar) · Vegeu més fotos d'aquest monument · Carregueu una nova foto d'aquest monument                                   |
| Torre del carrer Ample                                                           | BCIN 4246-MH    | Obra popular XVI                                                                  | Arenys de Mar C. Josep Anselm Clavé, 23                                                                                          | 41° 34′ 47″ N, 2° 33′ 09″ E / 41.579719°N,2.55254°E  | IPA-8179      | Torre del carrer Ample (Arenys de Mar) · Vegeu més fotos d'aquest monument · Carregueu una nova foto d'aquest monument                                 |
| Can Maiol de la Torre, o Can Pasqual                                             | BCIN 477-MH     | Obra popular XV-XVI                                                               | Arenys de Munt C. Pasqual | 41° 36′ 23″ N, 2° 32′ 35″ E / 41.606361°N,2.543111°E | RI-51-0005176 | Can Maiol de la Torre (Arenys de Munt) · Vegeu més fotos d'aquest monument · Carregueu una nova foto d'aquest monument                                 |
| Ca l'Amar de la Torre                                                            | BCIN 478-MH     | Obra popular, gòtic XV-XVI                                                        | Arenys de Munt Rial dels Calamars                                                                                                | 41° 36′ 03″ N, 2° 32′ 45″ E / 41.600806°N,2.545917°E | RI-51-0005177 | Ca l'Amar de la Torre (Arenys de Munt) · Vegeu més fotos d'aquest monument · Carregueu una nova foto d'aquest monument                                 |
| Can Bellsolell de la Torre                                                       | BCIN 4118-MH    | Obra popular, gòtic tardà XV, XIX                                                 | Arenys de Munt Rial Bellsolell                                                                                                   | 41° 36′ 41″ N, 2° 32′ 32″ E / 41.611306°N,2.542306°E | IPA-8266      | Can Bellsolell de la Torre (Arenys de Munt) · Vegeu més fotos d'aquest monument · Carregueu una nova foto d'aquest monument                            |
| Casa Puig i Cadafalch, o Can Puig                                                | BCIN 276-MH-EN  | Modernisme Josep Puig i Cadafalch XIX-XX                                          | Argentona C. de Dolors Monserdà, 3-5                                                                                             | 41° 33′ 17″ N, 2° 24′ 01″ E / 41.554769°N,2.400228°E | RI-51-0005400 | Casa Puig i Cadafalch (Argentona) · Vegeu més fotos d'aquest monument · Carregueu una nova foto d'aquest monument                                      |
| Casa Garí, o el Cros, Castell Garí, Palau Garí                                   | BCIN 283-MH-EN  | Modernisme Josep Puig i Cadafalch XIX                                             | Argentona Veïnat del Cros, entre B-506 i C-32                                                                                    | 41° 32′ 09″ N, 2° 24′ 47″ E / 41.535861°N,2.413028°E | RI-51-0005401 | Casa Garí (Argentona) · Vegeu més fotos d'aquest monument · Carregueu una nova foto d'aquest monument                                                  |
| Can Cabanyes                                                                     | BCIN 480-MH     | Gòtic-renaixement XVI                                                             | Argentona Riera de Can Cabanyes, veïnat de la Pujada                                                                             | 41° 33′ 54″ N, 2° 24′ 40″ E / 41.564944°N,2.411222°E | RI-51-0005181 | Can Cabanyes (Argentona) · Vegeu més fotos d'aquest monument · Carregueu una nova foto d'aquest monument                                               |
| Castell de Burriac                                                               | BCIN 564-MH     | XII-XV                                                                            | Cabrera de Mar Turó de Burriac                                                                                                   | 41° 32′ 15″ N, 2° 23′ 14″ E / 41.5375°N,2.387222°E   | RI-51-0005215 | Castell de Burriac (Cabrera de Mar) · Vegeu més fotos d'aquest monument · Carregueu una nova foto d'aquest monument                                    |
| Torre de Ca n'Amat                                                               | BCIN 566-MH     | Gòtic tardà XVI                                                                   | Cabrils Camí del Sant Crist, barri del Sant Crist                                                                                | 41° 30′ 59″ N, 2° 23′ 03″ E / 41.516375°N,2.384172°E | RI-51-0005216 | Torre de Ca n'Amat (Cabrils) · Vegeu més fotos d'aquest monument · Carregueu una nova foto d'aquest monument                                           |
| Can Veïl, o Can Vehils                                                           | BCIN 567-MH     | XVI-XVII                                                                          | Cabrils C. de Can Vehils, barri del Sant Crist                                                                                   | 41° 31′ 04″ N, 2° 22′ 52″ E / 41.517694°N,2.381183°E | RI-51-0005217 | Can Veïl (Cabrils) · Vegeu més fotos d'aquest monument · Carregueu una nova foto d'aquest monument                                                     |
| La Torre Verda                                                                   | BCIN 581-MH     | Obra popular XVI                                                                  | Caldes d'Estrac C. del Mig - c. de l'Església                                                                                    | 41° 34′ 19″ N, 2° 31′ 35″ E / 41.57192°N,2.526459°E  | RI-51-0005222 | La Torre Verda (Caldes d'Estrac) · Vegeu més fotos d'aquest monument · Carregueu una nova foto d'aquest monument                                       |
| Torre Busquets                                                                   | BCIN 582-MH     | Obra popular XVI                                                                  | Caldes d'Estrac C. Major, 6 | 41° 34′ 18″ N, 2° 31′ 32″ E / 41.571608°N,2.525677°E | RI-51-0005223 | Torre Busquets (Caldes d'Estrac) · Vegeu més fotos d'aquest monument · Carregueu una nova foto d'aquest monument                                       |
| Casa Ugalde                                                                      | BCIN 1980-MH-EN | Racionalisme Josep Antoni Coderch i de Sentmenat XX Mitjan                        | Caldes d'Estrac C. Torrenova, 16                                                                                                 | 41° 34′ 14″ N, 2° 31′ 23″ E / 41.570438°N,2.522972°E | RI-51-0010901 | Casa Ugalde (Caldes d'Estrac) · Vegeu més fotos d'aquest monument · Carregueu una nova foto d'aquest monument                                          |
| Castell de Santa Florentina                                                      | BCIN 615-MH     | XIII-XX                                                                           | Canet de Mar | 41° 36′ 04″ N, 2° 34′ 38″ E / 41.601111°N,2.577111°E | RI-51-0005232 | Castell de Santa Florentina (Canet de Mar) · Vegeu més fotos d'aquest monument · Carregueu una nova foto d'aquest monument                             |
| Castell de Dosrius                                                               | BCIN 817-MH     | Medieval                                                                          | Dosrius Camí en el km 4 de la crta. de Llinars                                                                                   | 41° 36′ 01″ N, 2° 24′ 16″ E / 41.600278°N,2.404444°E | RI-51-0005468 | Castell de Dosrius · Vegeu més fotos d'aquest monument · Carregueu una nova foto d'aquest monument                                                     |
| La Torre del Castell                                                             | BCIN 1014-MH    | Obra popular XVI                                                                  | Malgrat de Mar Parc del Castell                                                                                                  | 41° 38′ 53″ N, 2° 44′ 25″ E / 41.6480333°N,2.74035°E | RI-51-0005515 | La Torre del Castell (Malgrat de Mar) · Vegeu més fotos d'aquest monument · Carregueu una nova foto d'aquest monument                                  |
| Creu de terme                                                                    | BCIN 4140-MH    | Gòtic XVI                                                                         | El Masnou Av. Joan XXIII, 100 | 41° 29′ 07″ N, 2° 18′ 38″ E / 41.485398°N,2.310622°E | IPA-39990     | Creu de terme (el Masnou) · Vegeu més fotos d'aquest monument · Carregueu una nova foto d'aquest monument                                              |
| Cooperativa Obrera Mataronina, o Ca l'Asensio                                    | BCIN 153-MH-EN  | Modernisme Antoni Gaudí i Cornet XIX Final                                        | Mataró C. Cooperativa, 25 | 41° 32′ 02″ N, 2° 26′ 33″ E / 41.533981°N,2.442506°E | RI-51-0003824 | Cooperativa Obrera Mataronina (Mataró) · Vegeu més fotos d'aquest monument · Carregueu una nova foto d'aquest monument                                 |
| Torre de Can Palauet                                                             | BCIN 159-MH     | Renaixement XVI                                                                   | Mataró Rda. President Tarradellas                                                                                                | 41° 32′ 20″ N, 2° 25′ 13″ E / 41.538972°N,2.420139°E | RI-51-0005008 | Torre de Can Palauet (Mataró) · Vegeu més fotos d'aquest monument · Carregueu una nova foto d'aquest monument                                          |
| Presó de Mataró                                                                  | BCIN 361-MH-EN  | Historicisme XIX                                                                  | Mataró Muralla de la Presó, 2 | 41° 32′ 30″ N, 2° 26′ 37″ E / 41.541678°N,2.443495°E | RI-51-0004358 | Presó de Mataró · Vegeu més fotos d'aquest monument · Carregueu una nova foto d'aquest monument                                                        |
| Basílica de Santa Maria                                                          | BCIN 362-MH-EN  | Gòtic, barroc, neoclassicisme XVI, XVII, XIX                                      | Mataró Pl. de Santa Maria, 11 | 41° 32′ 28″ N, 2° 26′ 48″ E / 41.540985°N,2.446753°E | RI-51-0010146 | Basílica de Santa Maria (Mataró) · Vegeu més fotos d'aquest monument · Carregueu una nova foto d'aquest monument                                       |
| Casa Coll i Regàs                                                                | BCIN 363-MH-EN  | Modernisme Josep Puig i Cadafalch XIX (1898)                                      | Mataró C. Argentona, 55 | 41° 32′ 26″ N, 2° 26′ 28″ E / 41.54065°N,2.441206°E  | RI-51-0001432 | Casa Coll i Regàs (Mataró) · Vegeu més fotos d'aquest monument · Carregueu una nova foto d'aquest monument                                             |
| Torre de defensa de Can Tria de la Mata                                          | BCIN 1039-MH    | Obra popular, renaixement XVI-XVII                                                | Mataró Veïnat de Mata, ctra. a Llavaneres km 3                                                                                   | 41° 33′ 55″ N, 2° 27′ 49″ E / 41.5652°N,2.4636333°E  | RI-51-0005538 | Torre de defensa de Can Tria de la Mata (Mataró) · Vegeu més fotos d'aquest monument · Carregueu una nova foto d'aquest monument                       |
| Muralla d'època moderna de Mataró                                                | BCIN 4096-MH-ZA | XVI-XVII                                                                          | Mataró Bxda. Espenyes, 7-11 i 2-8 - c. Barcelona, 38 - la Riera - pl. Pere Màrtir Viada - c. de la Palma, 15 - pl. Figueretes, 4 | 41° 32′ 22″ N, 2° 26′ 54″ E / 41.539504°N,2.448433°E | IPA-39771     | Muralla d'època moderna (Mataró) · Vegeu més fotos d'aquest monument · Carregueu una nova foto d'aquest monument                                       |
| Torre de Ca l'Alsina                                                             | BCIN 1085-MH    | Obra popular XVI-XVII                                                             | Montgat C. de Mar, 4 | 41° 27′ 58″ N, 2° 16′ 50″ E / 41.466205°N,2.280591°E | RI-51-0005550 | Torre de Ca l'Alsina (Montgat) · Vegeu més fotos d'aquest monument · Carregueu una nova foto d'aquest monument                                         |
| Torre de Ca l'Umbert                                                             | BCIN 4065-MH    | Obra popular XVI-XVII                                                             | Montgat Rnd. 8 de març, 1-3 | 41° 28′ 14″ N, 2° 16′ 53″ E / 41.4705°N,2.281278°E   | IPA-8749      | Torre de Ca l'Umbert (Montgat) · Vegeu més fotos d'aquest monument · Carregueu una nova foto d'aquest monument                                         |
| Castell de Palafolls                                                             | BCIN 372-MH-EN  | XI-XV                                                                             | Palafolls Camí del Castell | 41° 40′ 43″ N, 2° 44′ 09″ E / 41.678556°N,2.73575°E  | RI-51-0005579 | Castell de Palafolls · Vegeu més fotos d'aquest monument · Carregueu una nova foto d'aquest monument                                                   |
| Torre de Valldejuli                                                              | BCIN 1159-MH    | XVI                                                                               | Palafolls Vall de Sant Genís | 41° 39′ 26″ N, 2° 43′ 35″ E / 41.657306°N,2.726417°E | RI-51-0005580 | Carregueu una nova foto d'aquest monument |
| Església parroquial de Sant Genís de Palafolls                                   | BCIN 1968-MH    | Romànic, gòtic X, XVI                                                             | Palafolls Ctra. de Sant Genís | 41° 39′ 37″ N, 2° 43′ 21″ E / 41.660278°N,2.7225°E   | RI-51-0005581 | Església parroquial de Sant Genís de Palafolls · Vegeu més fotos d'aquest monument · Carregueu una nova foto d'aquest monument                         |
| Castell de Montpalau                                                             | BCIN 1241-MH    | Romànic XV                                                                        | Pineda de Mar Turó de Montpalau, accés des de Can Martorell                                                                      | 41° 38′ 32″ N, 2° 40′ 13″ E / 41.642222°N,2.670278°E | RI-51-0005591 | Castell de Montpalau (Pineda de Mar) · Vegeu més fotos d'aquest monument · Carregueu una nova foto d'aquest monument                                   |
| Torre de Sant Jaume                                                              | BCIN 1242-MH    | XVI                                                                               | Pineda de Mar Mas Castellar | 41° 38′ 09″ N, 2° 40′ 33″ E / 41.635722°N,2.675889°E | RI-51-0005592 | Torre de Sant Jaume (Pineda de Mar) · Vegeu més fotos d'aquest monument · Carregueu una nova foto d'aquest monument                                    |
| Aqüeducte romà de Sant Pere de Riu i Can Cua, Aqüeducte romà de Pineda           | BCIN 2000-MH-ZA | Romà                                                                              | Pineda de Mar i Tordera | 41° 38′ 29″ N, 2° 40′ 53″ E / 41.64135°N,2.6813°E    | IPA-434       | Aqüeducte romà de Sant Pere de Riu i Can Cua (Pineda de Mar i Tordera) · Vegeu més fotos d'aquest monument · Carregueu una nova foto d'aquest monument |
| Mas Moles                                                                        | BCIN 1321-MH    | XIV-XVI                                                                           | Premià de Dalt Ctra. de Premià de Mar, 125                                                                                       | 41° 30′ 21″ N, 2° 20′ 35″ E / 41.505861°N,2.343006°E | RI-51-0005604 | Mas Moles (Premià de Dalt) · Vegeu més fotos d'aquest monument · Carregueu una nova foto d'aquest monument                                             |
| Ermita de Sant Pau, o església de Sant Pol                                       | BCIN 1535-MH    | Romànic, obra popular VI-VII, XI, XV                                              | Sant Pol de Mar | 41° 36′ 08″ N, 2° 37′ 34″ E / 41.602109°N,2.626051°E | RI-51-0005675 | Església de Sant Pol (Sant Pol de Mar) · Vegeu més fotos d'aquest monument · Carregueu una nova foto d'aquest monument                                 |
| La Torre del Xirau, o Torre Vallgirau                                            | BCIN 1013-MH    | Obra popular XVI                                                                  | Santa Susanna C. Formentor, 55                                                                                                   | 41° 38′ 21″ N, 2° 42′ 56″ E / 41.639278°N,2.715583°E | RI-51-0005516 | La Torre del Xirau (Santa Susanna) · Vegeu més fotos d'aquest monument · Carregueu una nova foto d'aquest monument                                     |
| Torre de Can Torrent de Mar, o Torre de la Plana, Torre del Mar, Pla de la Torre | BCIN 1015-MH    | Obra popular XVI                                                                  | Santa Susanna Av. del Mar | 41° 37′ 48″ N, 2° 42′ 57″ E / 41.63°N,2.715833°E     | RI-51-0005517 | Torre de Can Torrent de Mar (Santa Susanna) · Vegeu més fotos d'aquest monument · Carregueu una nova foto d'aquest monument                            |
| Torre de Can Bonet d'Avall                                                       | BCIN 4000-MH    | Obra popular XIX, XV                                                              | Santa Susanna C. Canigó | 41° 38′ 18″ N, 2° 42′ 34″ E / 41.638444°N,2.709583°E | IPA-9062      | Torre de Can Bonet d'Avall (Santa Susanna) · Vegeu més fotos d'aquest monument · Carregueu una nova foto d'aquest monument                             |
| La Torre de Can Pi, o Torre de Mas Galtés                                        | BCIN 4001-MH    | Obra popular XV                                                                   | Santa Susanna Pl. de la Pagesia                                                                                                  | 41° 38′ 14″ N, 2° 42′ 21″ E / 41.637139°N,2.705917°E | IPA-9059      | La Torre de Can Pi (Santa Susanna) · Vegeu més fotos d'aquest monument · Carregueu una nova foto d'aquest monument                                     |
| Torre de Can Ratés, o Torre de Can Raters                                        | BCIN 4002-MH    | Obra popular XVI                                                                  | Santa Susanna C. Montseny | 41° 38′ 25″ N, 2° 42′ 30″ E / 41.640278°N,2.708333°E | IPA-37560     | Torre de Can Ratés (Santa Susanna) · Vegeu més fotos d'aquest monument · Carregueu una nova foto d'aquest monument                                     |
| Creu de terme de Can Llaurador                                                   | BCIN 4054-MH    | Gòtic XVI                                                                         | Teià Av. José Roca Suárez, 32 | 41° 29′ 38″ N, 2° 19′ 23″ E / 41.493877°N,2.323093°E | IPA-30877     | Creu de terme de Can Llaurador (Teià) · Vegeu més fotos d'aquest monument · Carregueu una nova foto d'aquest monument                                  |
| Masia i torre de Cal Baster, o Cal Basté                                         | BCIN 4149-MH    | Gòtic XV                                                                          | Teià C. Antonio Machado, 29 | 41° 29′ 58″ N, 2° 19′ 18″ E / 41.499357°N,2.321649°E | IPA-9078      | Masia i torre de Cal Baster (Teià) · Vegeu més fotos d'aquest monument · Carregueu una nova foto d'aquest monument                                     |
| Can Sent-romà                                                                    | BCIN 2001-MH    | Obra popular Romà, XIV                                                            | Tiana C. Riera de Montalegre, 2                                                                                                  | 41° 28′ 56″ N, 2° 15′ 26″ E / 41.482167°N,2.257194°E | RI-51-0004176 | Can Sent-romà (Tiana) · Vegeu més fotos d'aquest monument · Carregueu una nova foto d'aquest monument                                                  |
| Can Toni Joan                                                                    | BCIN 1635-MH    | XVI                                                                               | Tordera Trencall ctra. de Tordera a Blanes                                                                                       | 41° 41′ 00″ N, 2° 45′ 37″ E / 41.683222°N,2.760278°E | RI-51-0005743 | Can Toni Joan (Tordera) · Vegeu més fotos d'aquest monument · Carregueu una nova foto d'aquest monument                                                |
| Castell de Vilassar                                                              | BCIN 239-MH-EN  | Romànic, gòtic XII, XIII-XV                                                       | Vilassar de Dalt C. d'Àngel Guimerà                                                                                              | 41° 31′ 04″ N, 2° 21′ 22″ E / 41.517689°N,2.356203°E | RI-51-0000447 | Castell de Vilassar (Vilassar de Dalt) · Vegeu més fotos d'aquest monument · Carregueu una nova foto d'aquest monument                                 |
| Can Maians, o Torre de Can Maians                                                | BCIN 1812-MH    | Gòtic XVI-XVIII                                                                   | Vilassar de Dalt Ctra. Premià de Mar a Vilassar de Dalt                                                                          | 41° 30′ 46″ N, 2° 21′ 46″ E / 41.512667°N,2.362833°E | RI-51-0005777 | Can Maians (Vilassar de Dalt) · Vegeu més fotos d'aquest monument · Carregueu una nova foto d'aquest monument                                          |
| Teatre La Massa, o Teatre Vilassarenc                                            | BCIN 4285-MH    | Eclecticisme XIX                                                                  | Vilassar de Dalt C. de la Mestra Viladrosa                                                                                       | 41° 31′ 05″ N, 2° 21′ 30″ E / 41.51794°N,2.35836°E   | IPA-9285      | Teatre La Massa (Vilassar de Dalt) · Vegeu més fotos d'aquest monument · Carregueu una nova foto d'aquest monument                                     |
| Torre de Can Nadal                                                               | BCIN 1813-MH    | Gòtic XVI                                                                         | Vilassar de Mar Pl. Pau Vila | 41° 30′ 12″ N, 2° 23′ 40″ E / 41.503347°N,2.394497°E | RI-51-0005778 | Torre de Can Nadal (Vilassar de Mar) · Vegeu més fotos d'aquest monument · Carregueu una nova foto d'aquest monument                                   |

## Patrimoni arqueològic
| Monument                                                                        | Protecció          | Estil/època | Localització | Coordenades                                          | Codi?         | Imatge |
| ------------------------------------------------------------------------------- | ------------------ | --- | --- | ---------------------------------------------------- | ------------- | --- |
| Turó dels Castellans, la Pedra Gravada de Parpers                               | BCIN 4051-ZA       | Lloc d'habitació amb estructures conservades, altres. Lloc amb representació gràfica sobre pedra, gravat. Des de Neolític Mig-Recent a Bronze Final (-3500/-650). Ferro-Ibèric Antic (-650/-600). Modern (1453/1789).                                             | Argentona i Dosrius | 41° 35′ 37″ N, 2° 22′ 42″ E / 41.593578°N,2.378221°E | IPAPC-11694   | Turó dels Castellans (Argentona i Dosrius) · Carregueu una nova foto d'aquest monument                            |
| Via de Parpers                                                                  | BCIN 1997-ZA       | Obra pública, via. Des de Romà a Segles XVIII-XX (-218/1899) | Argentona Des de la riera de Pins fins al coll de Parpers                                                                                  | 41° 34′ 47″ N, 2° 22′ 19″ E / 41.579672°N,2.371840°E | RI-55-0000108 | Via de Parpers (Argentona) · Vegeu més fotos d'aquest monument · Carregueu una nova foto d'aquest monument        |
| Iluro                                                                           | BCIN 2076-ZA       | Lloc d'habitació amb estructures conservades, ciutat. Des de Romà República a Segles XVIII-XX (-80/1999) | Mataró | 41° 32′ 22″ N, 2° 26′ 52″ E / 41.539531°N,2.447864°E | RI-55-0000116 | Iluro (Mataró) · Carregueu una nova foto d'aquest monument                                                        |
| Torre Llauder                                                                   | BCIN 1999-ZA       | Lloc d'habitació amb estructures conservades, vil·la. Lloc d'enterrament Inhumació col·lectiu, necròpolis. Lloc o centre de producció i explotació agrícola, camp de sitges. Neolític (-5500/-2200). Des de Romà República a Medieval Domini visigòtic (-100/715) | Mataró | 41° 31′ 53″ N, 2° 26′ 03″ E / 41.531256°N,2.434028°E | RI-55-0000076 | Torre Llauder (Mataró) · Vegeu més fotos d'aquest monument · Carregueu una nova foto d'aquest monument            |
| Can Ferrerons, edifici octogonal romà de Can Ferrerons, Vil·la de Can Farrerons | BCIN 4253-ZA       | Lloc d'habitació amb estructures conservades, vil·la. Lloc d'enterrament, incineració col·lectiu, necròpolis. Lloc o centre de producció i explotació agrícola, premsa de vi. Des de romà August a romà Baix Imperi (-27/476)                                     | Premià de Mar Barri de Can Farrerons, a uns 200 m. per sota del Camí del Mig, entre el torrent Fontsana i la carretera de Vilassar de Dalt | 41° 29′ 46″ N, 2° 21′ 43″ E / 41.496064°N,2.361939°E | IPAPC-13515   | Can Ferrerons (Premià de Mar) · Vegeu més fotos d'aquest monument · Carregueu una nova foto d'aquest monument     |
| Taula de les Bruixes                                                            | BCIN 4052-ZA       | Lloc amb representació gràfica sobre pedra, altres. Des de Neolític Final a Calcolític (-2500/-1800) | Tordera | 41° 41′ 51″ N, 2° 38′ 54″ E / 41.697469°N,2.648348°E | IPAPC-16685   | Carregueu una nova foto d'aquest monument                                                                         |
| Roca d'en Toni, Dolmen de Can Boquet, Dolmen de Vilassar de Dalt                | BCIN 2002-MH-ZA-EN | Lloc d'enterrament, inhumació col·lectiu, dolmen. Des de Neolític Final a Bronze Antic (-2500/-1500) | Vilassar de Dalt Entre els turons de Rampons i d'en Xaus                                                                                   | 41° 31′ 56″ N, 2° 20′ 31″ E / 41.532167°N,2.342003°E | IPAPC-1255    | Roca d'en Toni (Vilassar de Dalt) · Vegeu més fotos d'aquest monument · Carregueu una nova foto d'aquest monument |

A més, tres monuments històrics tenen la doble declaració com a zones arqueològiques.